# Tomáš Sladký
Tomáš Sladký (* 9. srpna 1986) je bývalý český florbalista a reprezentant. Je trojnásobný mistr Česka a první český florbalista, který se stal mistrem Švýcarska. Jako hráč nejvyšších florbalových soutěží Česka, Švýcarska, Finska a Švédska byl aktivní v letech 2002 až 2021. V Česku byl celou svou florbalovou kariéru spojen v klubem 1. SC Vítkovice.

## Klubová kariéra
Sladký hrál v nejvyšší florbalové soutěži poprvé v sezóně 2002/2003 za 1. SC Vítkovice. Hned v této své první sezóně vybojoval s týmem třetí místo a o dva roky později znovu. V sezóně 2005/2006 byl nejproduktivnějším hráčem týmu. V létě 2007 po pěti sezónách ve Vítkovicích přestoupil do švýcarské nejvyšší soutěže do klubu SV Wiler-Ersigen. S ním v sezóně 2007/2008 jako první Čech v historii vybojoval švýcarský titul. V rozhodujícím zápase finálové série Sladký vstřelil gól. Na konci roku 2008 v průběhu následující sezóny se vrátil do Vítkovic, aby dokončil studium a pomohl klubu získat titul. To se Vítkovicím podařilo, ve finále sezóny 2008/2009 porazily mistra předchozích osmi ročníků, Tatran Střešovice.
Sladký se po vítězné sezóně se na rok vrátil do švýcarské nejvyšší soutěže, tentokrát do klubu UHC Waldkirch-St. Gallen. V roce 2010 přestoupil do finské Salibandyliigy do klubu Koovee, se kterým v sezóně 2011/2012 získal bronzovou medaili, nejlepší umístění týmu v historii.
V průběhu další sezóny, na konci roku 2012, se vrátil do Vítkovic, kterým pomohl po čtyřech letech opět k zisku mistrovského titulu. Na konci sezóny znovu odchází, tentokrát do švédské Superligy do klubu Jönköpings IK, společně s Martinem Tokošem. Tím se po Aleši Zálesném stal teprve druhým hráčem, který hrál ve všech čtyřech nejlepších florbalových soutěžích světa. Ve Švédsku působil i jako trenér mládeže. V Jönköpings zůstal jen jednu sezónu, protože tým sestoupil do nižší soutěže. Jeho dalším herním i trenérským angažmá byl švýcarský Chur Unihockey. V roce 2015 se vrátil do Švédska do druholigového týmu FBC Lerum a po roce přestoupil v rámci stejné soutěže do IBK Alingsås. Ještě v průběhu sezóny na začátku roku 2017 přestupuje na hostování do nejvyšší ligy do týmu Warberg IC, kde již v té době hrál Tom Ondrušek, ale již po několika měsících ještě před koncem sezóny se vrací do Vítkovic.
V první sezóně po návratu ještě s Vítkovicemi prohrál v superfinále proti Technology Florbal MB, ale v sezóně 2018/2019 již v prvním superfinále konaném v Ostravě získává v roli kapitána týmu svůj třetí mistrovský titul. V klubu také působil jako trenér juniorů. Jeho posledním zápasem bylo prohrané superfinále v sezóně 2020/2021. Od sezóny 2021/2022 působí jako trenér juniorů a asistent trenéra mužů ve švýcarském Chur Unihockey.

## Reprezentační kariéra
V juniorské kategorii hrál Sladký na Mistrovství světa v roce 2003. V zápase o třetí místo vstřelil vítězný gól. Byla to první česká medaile z mistrovství světa.
Za mužskou reprezentaci hrál na šesti mistrovstvích světa mezi lety 2006 a 2016. Na mistrovstvích v letech 2010 a 2014 získal bronzové medaile. K prvnímu bronzu výrazně přispěl jako nejproduktivnější hráč týmu. Se šesti starty patří k hráčům s nejvyšším počtem účastí na mistrovstvích. Se 132 zápasy vévodí tabulce reprezentačních startů a se 107 kanadskými body je třetí nejproduktivnější hráč reprezentace. Gólem přispěl i k prvnímu vítězství Česka nad Švédskem v dubnu 2014 na Euro Floorball Tour a tím i prvnímu vítězství v tomto turnaji.
| Umístění | Soutěž                                       |
| -------- | -------------------------------------------- |
|          | Mistrovství světa ve florbale do 19 let 2003 |
| 4.       | Mistrovství světa ve florbale 2006           |
| 4.       | Mistrovství světa ve florbale 2008           |
|          | Mistrovství světa ve florbale 2010           |
| 7.       | Mistrovství světa ve florbale 2012           |
|          | Mistrovství světa ve florbale 2014           |
| 4.       | Mistrovství světa ve florbale 2016           |

## Florbalový funkcionář
V roce 2016 byl zvolen do Hráčské komise Mezinárodní florbalové federace (IFF).

## Ocenění
Sladký byl v roce 2005 byl vyhlášen nejlepším juniorem.
U příležitosti 30. výročí založení 1. SC Vítkovice byl zařazen do klubové Síně slávy.